# Kersti Kaljulaid
Kersti Kaljulaid (em finlandês: kersti kɑljulɑid̥) (Tartu, 30 de dezembro de 1969) é uma política estoniana, foipresidente da Estônia, no cargo de 10 de outubro de 2016 até 11 de outubro de 2021.  Ela é a primeira chefe de estado da Estônia desde que o país declarou independência em 1918, bem como a pessoa mais nova a ocupar a presidência do país, aos 46 anos de idade.
Kersti Kaljulaid é uma antiga funcionária do estado, que atuou como representante da Estônia no Tribunal de Contas Europeu de 2004 até 2016. Depois de várias rodadas das eleições presidenciais da Estônia em 2016 terem terminado sem sucesso, seu nome foi levantado para ocupar a presidência e, em 30 de setembro de 2016, foi nomeada pela maioria dos partidos parlamentares como candidata conjunta à presidente da Estônia. Ela era a única candidata indicada nessa rodada. Ela foi eleita presidente da Estônia em 3 de outubro de 2016, por 81 votos de um total de 98 votos.

## Biografia
Em 1987, Kersti Kaljulaid se formou na Escola Secundária Tallinn nº 44. Durante seus estudos, ela foi membro da Associação Científica dos Estudantes, especializada em ornitologia. Em 1992, formou-se na Universidade de Tartu cum laude como bióloga. Ela é membro da corporação estudantil estónia, Filiae Patriae. Em 2001, formou-se na Universidade de Tartu com MBA em administração de empresas. Sua tese foi intitulada "Riigi poolt asutatud sihtasutuste juhtimissüsteemi täiustamine" ou "A melhoria do sistema de gestão de fundações fundadas pelo estado". Kaljulaid é fluente, além do idioma estoniano, em inglês, finlandês e francês.
A 16 de abril de 2019, foi agraciada com o Grande-Colar da Ordem do Infante D. Henrique, no âmbito da sua Visita de Estado a Portugal.

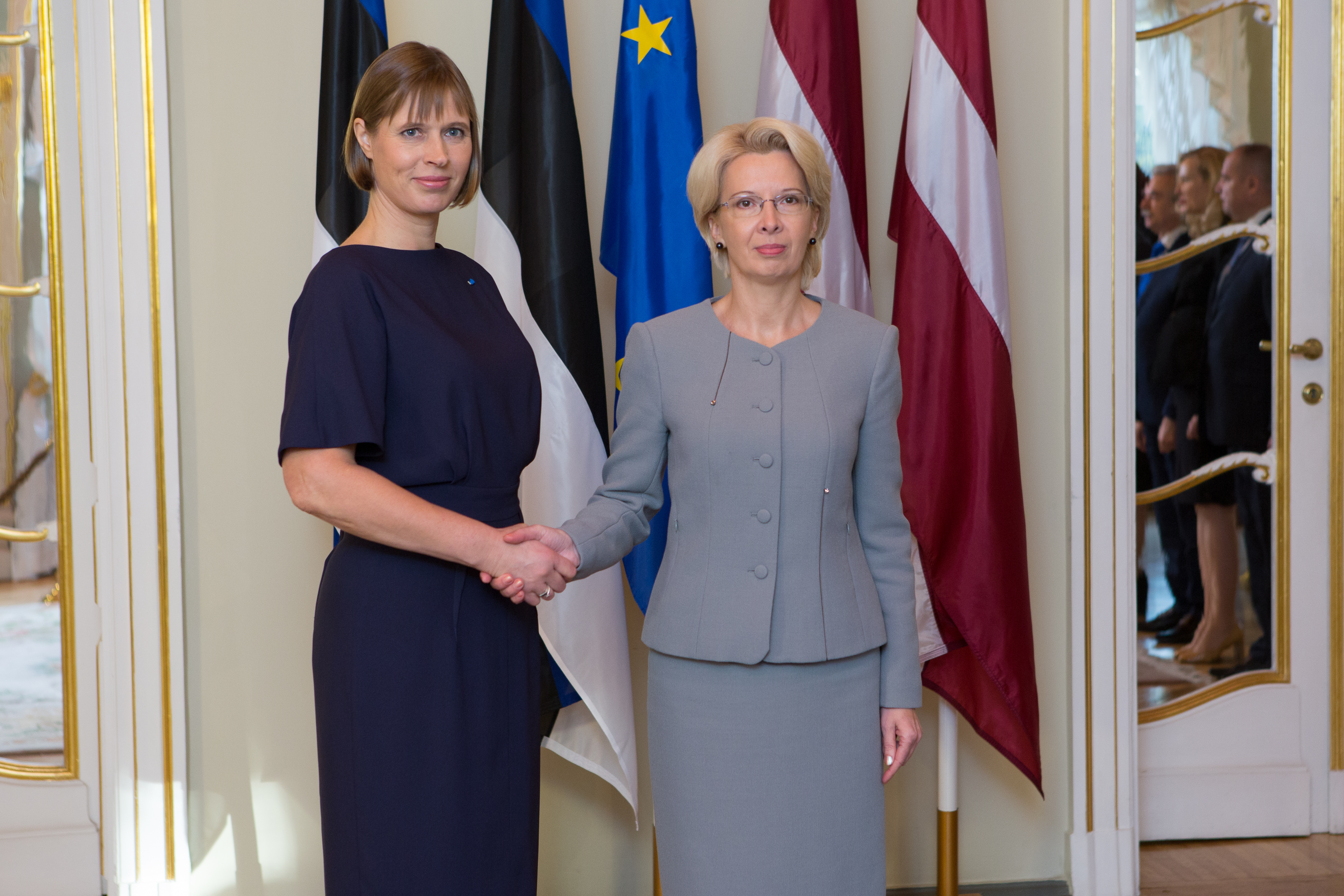
Kersti Kaljulaid e a presidente da República da Letónia, Ināra Mūrniece
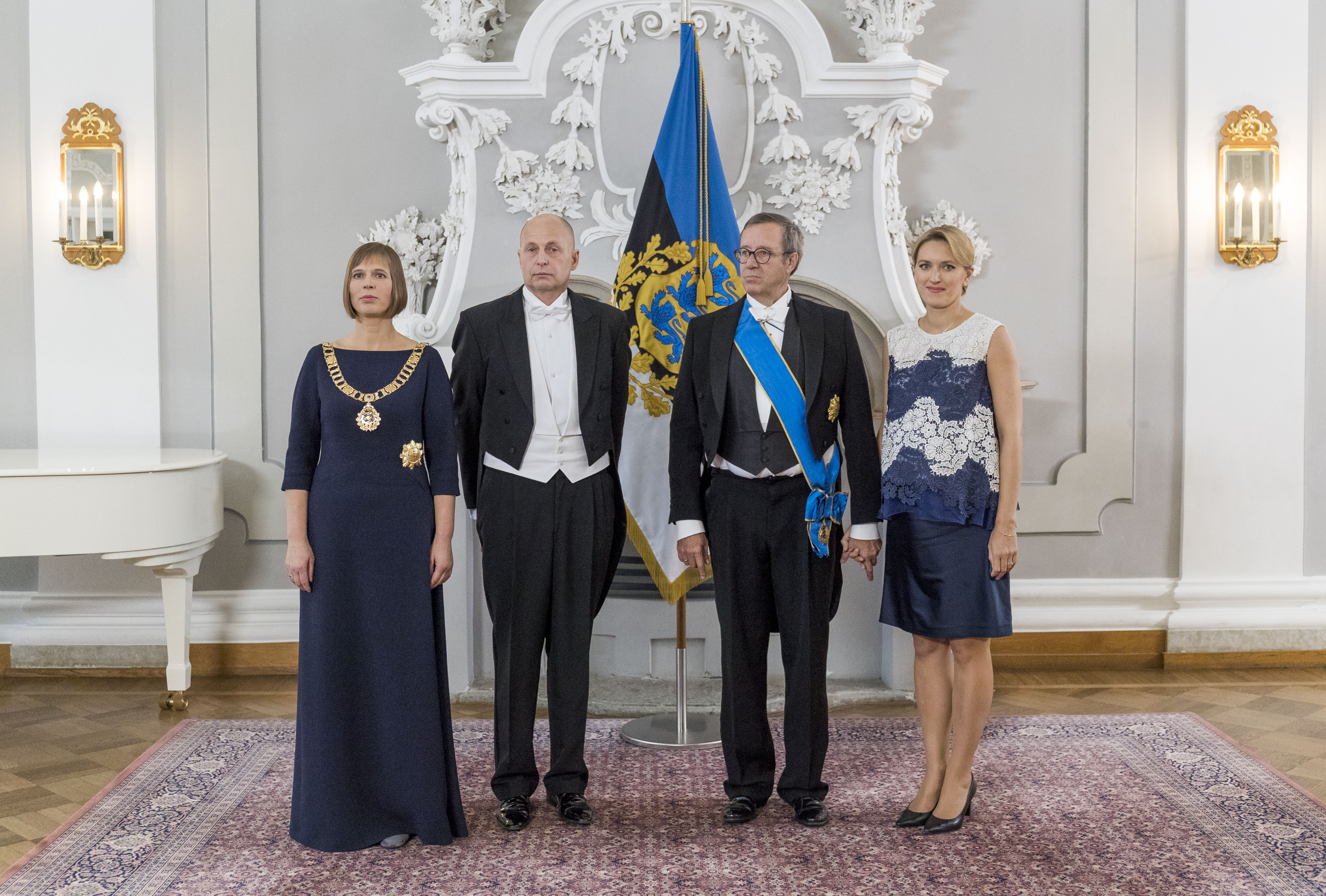
Kaljulaid, seu marido Georgi-Rene Maksimovski, o presidente cessante Toomas Hendrik Ilves e sua esposa Ieva Ilves na posse presidencial de Kaljulaid, Kadriorg Palace, em Tallinn, 10 de outubro de 2016
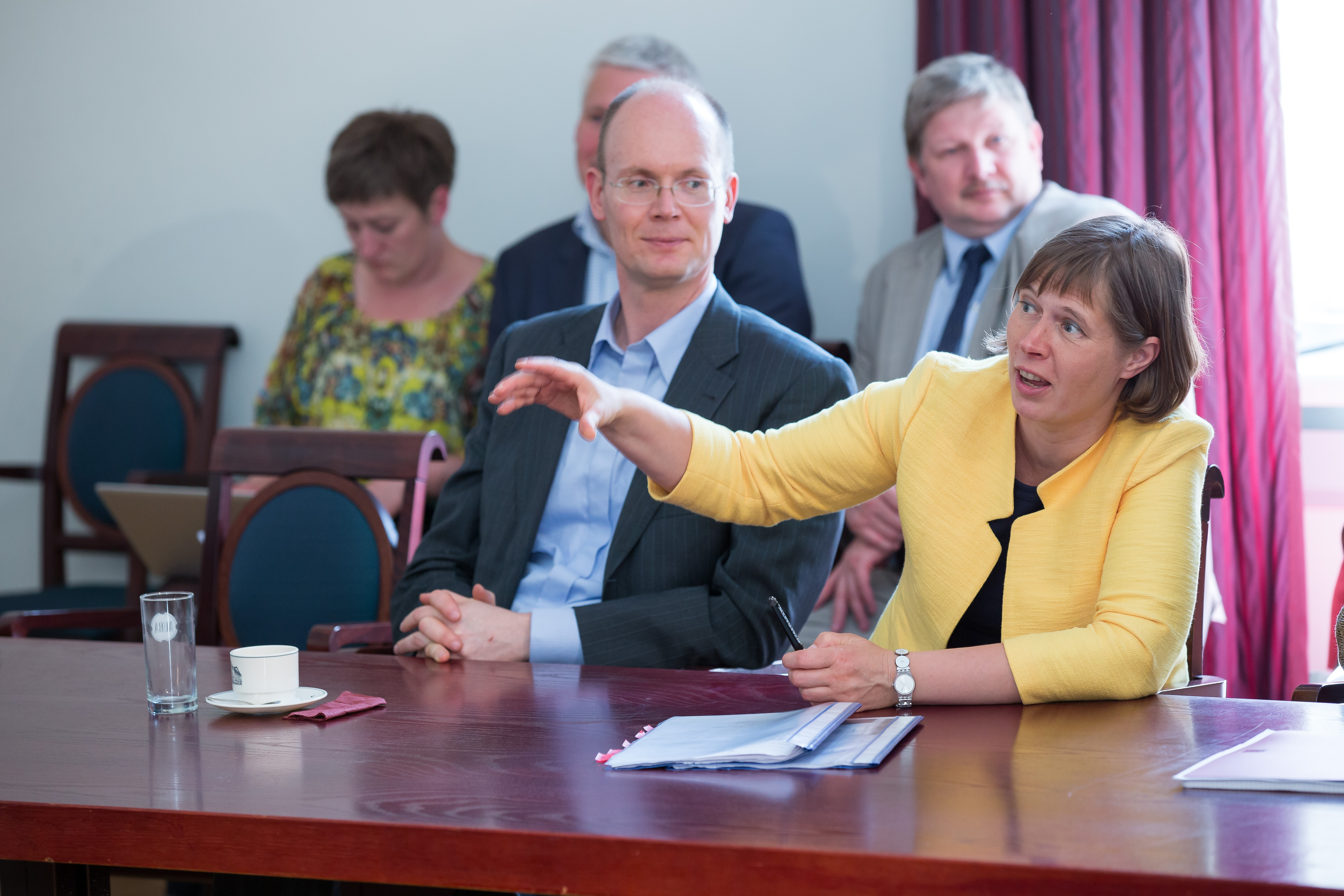
Seminário do Conselho da Universidade de Tartu em 2015
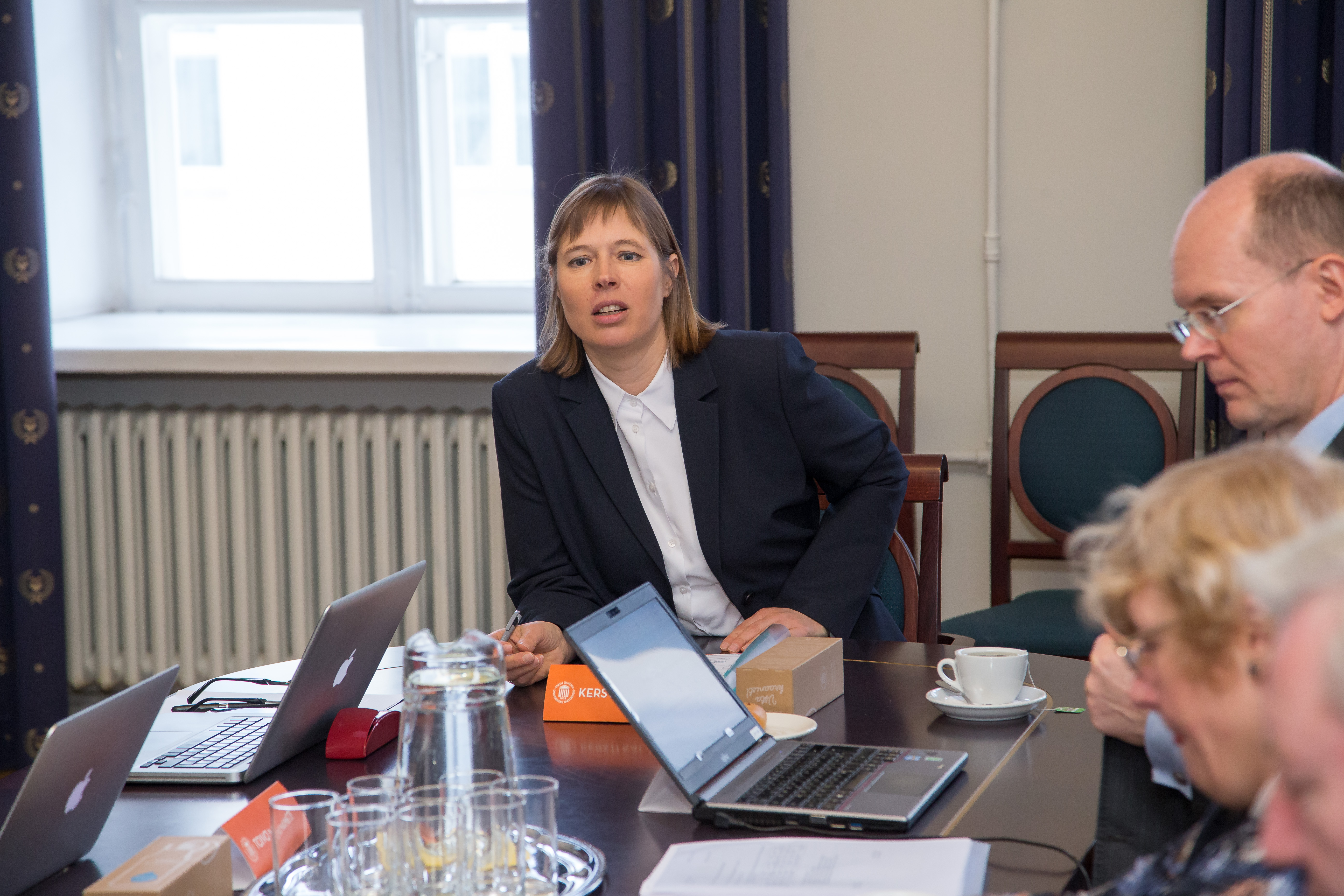
Kersti Kaljulaid como Presidente do Conselho da Universidade de Tartu, em 22 de fevereiro de 2016
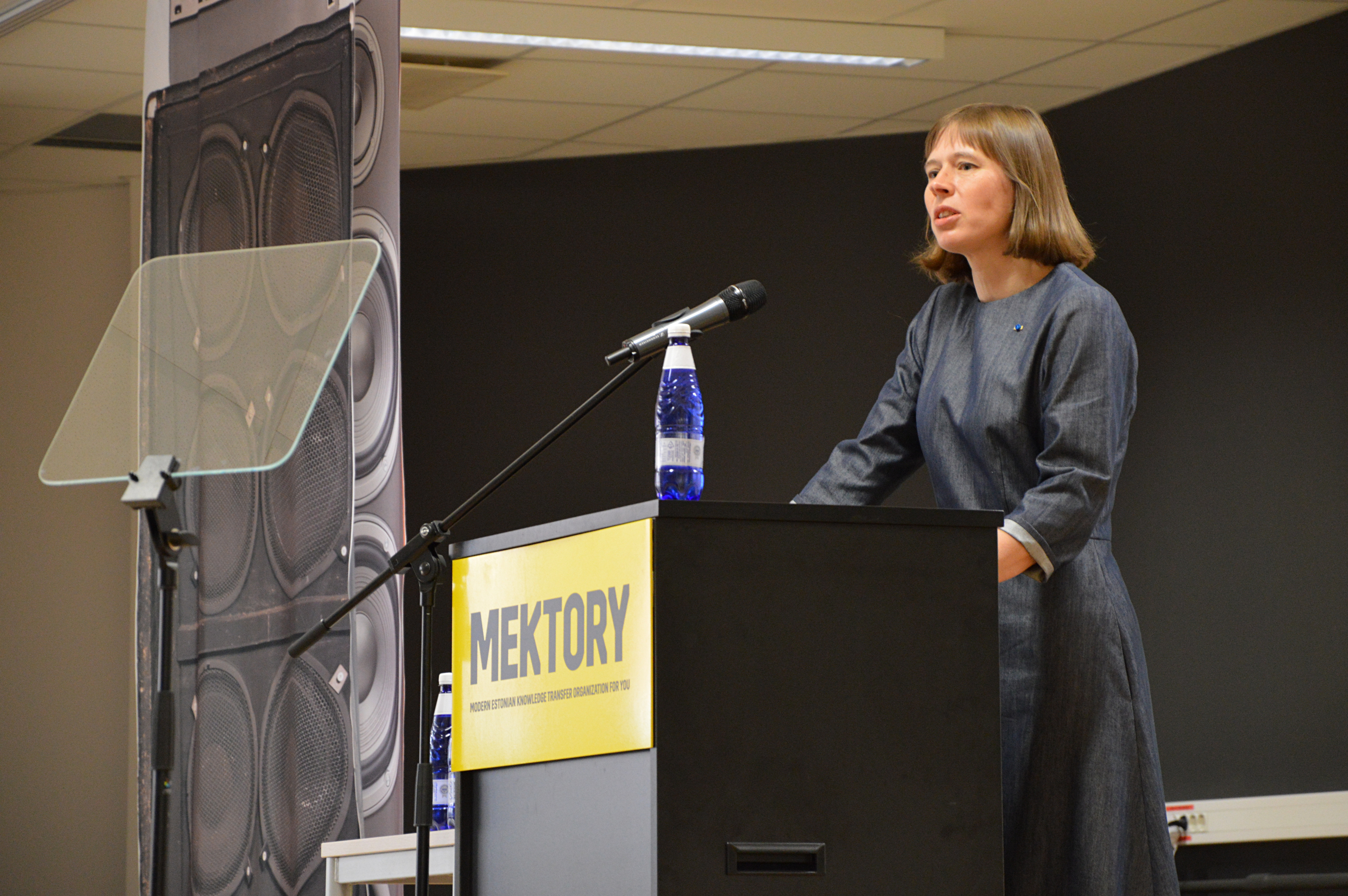
Kersti Kaljulaid discursando na olimpíada europeia de física de 2017 em Tallinn